# The Two Ring Circus
The Two Ring Circus es el primer álbum que contiene grabaciones en vivo del dúo Erasure. Fue lanzado originalmente en noviembre de 1987 por Mute Records en el Reino Unido y unos días más tarde por el sello Sire en los Estados Unidos. Salió aprovechando el éxito obtenido por The Circus.

Su productor fue Flood y contiene 16 temas: la primera parte con 9 remixes y la segunda parte -conocida como The Touring Circus, haciendo un juego de palabras con el título del disco- cuenta con 7 canciones en vivo -6 en la versión de Sire-, extraídos de la gira The Circus Tour. En tres de los remixes, colabora Andrew Poppy quien le dio una instrumentación como si estuvieran interpretados por una orquesta de cámara.

La versión en vivo de "Oh L'Amour" fue un verdadero suceso, reemplazando a la versión original de las pistas de baile y convirtiéndola en un clásico de la banda.

## Listado de canciones
| The Two Ring Circus |                                                                         |                               |          |  |
| N.º                 | Título                                                                  | Escritor(es)                  | Duración |  |
| 1.                  | «Sometimes» (Erasure And Flood Mix)                                     | (Clarke/Bell)                 | 4:54     |  |
| 2.                  | «It Doesn't Have to Be» (Mix By Pascal Gabriel)                         | (Clarke/Bell)                 | 6:55     |  |
| 3.                  | «Victim of Love» (Little Louie Vega Mix)                                | (Clarke/Bell)                 | 5:22     |  |
| 4.                  | «Leave Me to Bleed» (Vince Clarke/Eric Radcliffe Mix)                   | (Clarke/Bell)                 | 5:09     |  |
| 5.                  | «Hideaway» (Little Louie Vega Mix)                                      | (Clarke/Bell)                 | 7:14     |  |
| 6.                  | «Don't Dance» (Daniel Miller/Flood Mix)                                 | (Clarke/Bell)                 | 5:36     |  |
| 7.                  | «If I Could» (Orchestral Arrangement & Thanks To Andrew Poppy)          | (Clarke/Bell)                 | 3:50     |  |
| 8.                  | «Spiralling» (Orchestral Arrangement & Thanks To Andrew Poppy)          | (Clarke/Bell)                 | 3:52     |  |
| 9.                  | «My Heart... So Blue» (Orchestral Arrangement & Thanks To Andrew Poppy) | Vince Clarke                  | 4:07     |  |
| 10.                 | «Victim of Love» (Live (en vivo))                                       | (Clarke/Bell)                 | 3:58     |  |
| 11.                 | «The Circus» (Live (en vivo))                                           | (Clarke/Bell)                 | 4:57     |  |
| 12.                 | «Spiralling» (Live (en vivo))                                           | (Clarke/Bell)                 | 2:30     |  |
| 13.                 | «Sometimes» (Live (en vivo))                                            | (Clarke/Bell)                 | 3:40     |  |
| 14.                 | «Oh L'Amour» (Live (en vivo))                                           | (Clarke/Bell)                 | 4:32     |  |
| 15.                 | «Who Needs Love Like That» (Live (en vivo))                             | Vince Clarke                  | 3:01     |  |
| 16.                 | «Gimme! Gimme! Gimme! (A Man After Midnight)» (Live (en vivo))          | Benny Andersson/Björn Ulvaeus | 4:30     |  |

| Lista diferente en la edición de Sire para EE. UU. |                                                                         |                               |          |  |
| N.º                                                | Título                                                                  | Escritor(es)                  | Duración |  |
| 1.                                                 | «Sometimes» (Erasure And Flood Mix)                                     | (Clarke/Bell)                 | 4:54     |  |
| 2.                                                 | «It Doesn't Have to Be» (Mix By Pascal Gabriel)                         | (Clarke/Bell)                 | 6:55     |  |
| 3.                                                 | «Victim of Love» (Little Louie Vega Mix)                                | (Clarke/Bell)                 | 5:22     |  |
| 4.                                                 | «Leave Me to Bleed» (Vince Clarke/Eric Radcliffe Mix)                   | (Clarke/Bell)                 | 5:09     |  |
| 5.                                                 | «Hideaway» (Little Louie Vega Mix)                                      | (Clarke/Bell)                 | 7:14     |  |
| 6.                                                 | «Don't Dance» (Daniel Miller/Flood Mix)                                 | (Clarke/Bell)                 | 5:36     |  |
| 7.                                                 | «The Circus» (Dave Powell Mix)                                          | (Clarke/Bell)                 | 4:10     |  |
| 8.                                                 | «If I Could» (Orchestral Arrangement & Thanks To Andrew Poppy)          | (Clarke/Bell)                 | 3:50     |  |
| 9.                                                 | «Spiralling» (Orchestral Arrangement & Thanks To Andrew Poppy)          | (Clarke/Bell)                 | 3:32     |  |
| 10.                                                | «My Heart... So Blue» (Orchestral Arrangement & Thanks To Andrew Poppy) | (Vince Clarke)                | 4:07     |  |
| 11.                                                | «Victim of Love» (Live (en vivo))                                       | (Clarke/Bell)                 | 3:58     |  |
| 12.                                                | «Spiralling» (Live (en vivo))                                           | (Clarke/Bell)                 | 2:30     |  |
| 13.                                                | «Sometimes» (Live (en vivo))                                            | (Clarke/Bell)                 | 3:40     |  |
| 14.                                                | «Oh L'Amour» (Live (en vivo))                                           | (Clarke/Bell)                 | 4:32     |  |
| 15.                                                | «Who Needs Love Like That» (Live (en vivo))                             | (Vince Clarke)                | 3:01     |  |
| 16.                                                | «Gimme! Gimme! Gimme! (A Man After Midnight)» (Live (en vivo))          | Benny Andersson/Björn Ulvaeus | 4:30     |  |

## Créditos
En la versión de Sire para los Estados Unidos, en lugar de la versión en vivo de The Circus, figura un mix del mismo tema que realizó Dave Powell.
- Arte de tapa: Me Company
- Ingeniero de sonido: Gero Von Gerlach y Thomas Kukuck
- Masterizado por: Nimbus
- Coros-vivo-: Derek Ian y Steve Myers (temas 10 a 16)
- Ingeniero de sonido en vivo: Andy Whittle y Colin Callan (temas 10 a 16)[2]

## Ubicación en los charts
The Circus no fue elegible para el ranking de álbumes del Reino Unido. Llegó al puesto 26 en el ranking alemán y al 186 en el Billboard 200.